# Lars-Eric Järlestrand
Lars-Eric Järlestrand, folkbokförd Lars Erik Järlestrand, född 15 juni 1937 i Falkenberg, är en svensk pastor och författare. Död i Malmö 11 september 2022.
Järlestrand är utbildad i sjukhussjälavård, teologi och etik från såväl svenska som amerikanska lärosäten. Han har varit pastor i frikyrkoförsamlingar i Avesta, Katrineholm och Karlskrona. Han var föreståndare och pastor i Malmö filadelfiaförsamling från 1979 till 1988. Efter det följde omkring femton tjänsteår som sjukhuspastor på Universitetssjukhuset i Lund fram till pensioneringen.
Lars-Eric Järlestrand är far till sångaren Mikael Järlestrand.